# ماتياس غرونيفالت

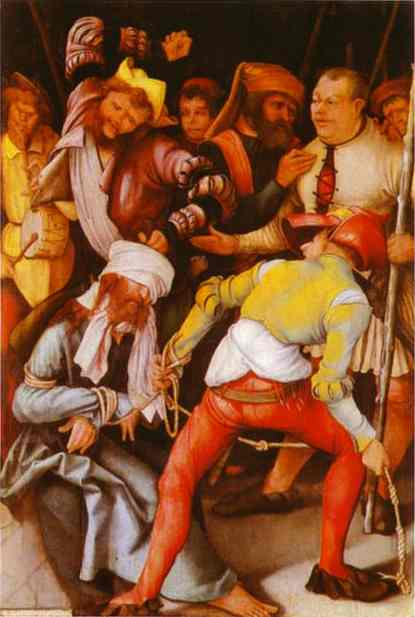
ماتياس غرونيفالت

ماتياس غرونيفالت (Matthias Grünewald) ؛ (فورتسبورغ حوالي 1475/1480 - هالي 31 أغسطس 1528)، كان رساماً ألمانياً مهماً من عصر النهضة لأعمال دينية، تجاهل كلاسيكية عصر النهضة لمواصلة أسلوب أواخر العصور الوسطى التعبيري والمكثف بفن أوروبا الوسطى في القرن السادس عشر. لم يبقَ إلا عشر لوحات (تتألف من عدة كثير من الافرقه) وخمسة وثلاثين رسمة، جميعها دينية، رغم أن أخرى ات كثيرات سقطت في بحر البلطيق أثناء نقلها إلى السويد كغنيمة حرب. سمعته غامضة حتى أواخر القرن التاسع عشر، وكثير من لوحاته تنسب إلى ألبرشت دورر، الذي يعتبر أسلوب الآن نقيضاً له. أشهر أعماله Isenheimer Altar في كولمار، بالألزاس (الآن في فرنسا).